# Cheikh Mansour
Pour les articles homonymes, voir Mansour.
Cheikh Mansour, né Ouchourma (1760-1794), est un chef de guerre tchétchène islamique qui a dirigé la résistance contre la Grande Catherine dans le Caucase pendant la fin du XVIIIe siècle.

## Biographie
Mansour naît dans l'aoul d'Aldi près de la Sounja. Il est éduqué dans l'école soufie de la Naqshbandiyya, soit en se rendant à Boukhara, soit dans l'Empire ottoman dans un but de déstabilisation anti-russe, soit plus probablement par un naqshbandi se rendant à La Mecque. En tous cas, sa chaîne d'initiation soufie exacte n'est pas connue.
Devenu imam, il va s'efforcer d'enrôler la population tchétchène et d'unifier les peuples du Caucase, alors encore fortement marquées par des pratiques polythéistes ou animistes, dans un combat unifié contre les incursions russes sous la bannière de l'islam. Il va ainsi lutter contre le culte des ancêtres, l'utilisation du tabac, introduit des concepts islamiques dans les conventions sociales (adats), et déclare une guerre sainte qui permet d'unifier les taïp du pays tchétchène.
Les autorités russes tentent dans un premier temps de le discréditer, puis lancent en 1785 une expédition punitive de 5 000 hommes pour l'arrêter, mais il leur échappe. Le village d'Aldi est pillé et Mansour proclame alors la guerre sainte contre les Russes. Plusieurs centaines de soldats russes sont capturés et tués à la bataille de Sounja le 6 juin 1785. Ce succès permet au cheikh Mansour de rallier des appuis jusqu'en pays des tcherkesses ; ses troupes comptent jusqu'à 12 000 hommes, mais il ne parvient pas à étendre l'insurrection aux plaines et échoue devant le fort de Kizliar.
Les Russes réagissent par un repli de leurs positions en Géorgie vers la ligne du Terek, abandonnant par là-même le fort de Vladikavkaz qui ne sera réoccupé qu'en 1803.
Poursuivant son travail d'unification religieuse et militaire, Mansour arrive à mobiliser le Daghestan, les tribus turques du Caucase (Koumyks, Nogaïs), la Kabarda et pousse jusqu'en Adyguée dans le contexte de la guerre russo-turque de 1787-1792. Il est cependant capturé dans la forteresse d'Anapa sur la côte de la mer Noire en juin 1791 et emmené en captivité à Pétersbourg. Il meurt dans la forteresse de Schlüsselbourg en avril 1794.
Il est considéré comme un pionnier de l'islamisation du Caucase et un précurseur de Chamil. Le soufisme naqshbandi connaît après sa mort 30 ans d'éclipse au Caucase mais réapparaît ensuite comme vecteur de lutte antirusse.